# Wriddhiman Saha
Wriddhiman Prasanta Saha (bengalisch ঋদ্ধিমান প্রশান্ত সাহা; * 24. Oktober 1984 in Siliguri, Indien) ist ein indischer Cricketspieler, der zwischen 2010 und 2021 für die indische Nationalmannschaft spielt.

## Aktive Karriere
Nachdem der bisherige Wicket-Keeper für Bengal Deep Dasgupta in die Indian Cricket League wechselte, konnte Saha in der Saison 2007/08 sein First-Class-Debüt geben und gleich mit einem Century überzeugen. Daraufhin wurde er von den Kolkata Knight Riders für die Indian Premier League 2008 verpflichtet. In der Saison 2009/10 konnte er überzeugen und wurde für die Tour gegen Südafrika nominiert. Sein Test-Debüt erfolgte, als sich Rohit Sharma kurz vor dem ersten Test beim Fußballspielen den Knöchel verdrehte. Jedoch konnte er sich zunächst nicht im Team etablieren. Sein ODI-Debüt erfolgte im November 2010 in der Serie gegen Neuseeland. In der Folge war er zunächst der Reserve-Wicket-Kepper hinter Mahendra Singh Dhoni und als dieser auf Grund einer langsamen Spielweise Indiens in Australien eine Spielsperre erhielt, kam Saha erneut ins Team. Erst als Dhoni im Dezember 2014 vom Test-Cricket zurücktrat, konnte sich Saha dann als erster Wicket-Keeper im Team etablieren. Im August 2015 erzielte er in Sri Lanka zwei Fifties (60 und 56 Runs). Kurz darauf musste er mit einer Oberschenkelverletzung aussetzen.
Sein erstes Century erfolgte im dritten Test in der Serie in den West Indies im August 2016, als ihm 104 Runs aus 227 Bällen gelangen. Dies wurde gefolgt durch eine Tour gegen Neuseeland, wobei ihm im zweiten Test zwei Fifties (54* und 58* Runs) gelangen und er als Spieler des Spiels ausgezeichnet wurde. Damit sicherte er den Serien-Sieg und konnte Indien so zum ersten Platz der Test-Weltrangliste verhelfen. Doch verletzte er sich am Ende des Jahres abermals am Oberschenkel. Zum Ende der Saison 2016/17 konnte er gegen Bangladesch (106* Runs aus 155 Bällen) und Australien (117 Runs aus 233 Bällen) je ein Century erreichen. In der Saison 2017 konnte er in Sri Lanka ein weiteres Fifty (67 Runs) erzielen. Im Juni 2018 verletzte er sich am Finger und musste er erneut aussetzen. Eine weitere Schulterverletzung führte dazu, dass er mehrere Monate nicht einsatzbereit war. Daraufhin kam heraus, dass er an der Schulterverletzung schon mehrere Monate litt und erst als eine Operation unvermeidbar war veröffentlichte der Verband seine Verletzungssituation. Im Mai 2019 kam er dann zunächst mit Einsätzen in der A-Nationalmannschaft wieder zurück in das Umfeld der Nationalmannschaft.
Kurz darauf wurde er, nachdem Dhoni die Tour in den West Indies wieder für das Nationalteam nominiert. Jedoch hatte er zunächst Probleme am Schlag und wurde hauptsächlich auf Grund seiner Wicket-Keeper-Fähigkeiten eingesetzt. Im November 2020 verletzte er sich erneut am Oberschenkel und musste einige Zeit pausieren. Im November 2021 erzielte er gegen Neuseeland wieder ein Fifty (61* Runs). In der Folge wurde er dann aus dem Nationalmannschafts-Kader gestrichen. Daraufhin erregte eine Aussage Saha’s Aufmerksamkeit, dass er von einem unbenannten Journalisten bedroht worden sei als er ein interview ablehnte. Nachdem dieser sich öffentlich äußerte und mit einer Defamierungs-Klage drohte, verlor dieser daraufhin die Akkreditierung vom indischen Verband. Nachdem er auch mit einem Administrator in Bengal aneinandergeriet, verließ er das Team und wechselte zu Tripura. Zwei Jahre später kehrte er nach Bengal zurück, bevor er nach der Saison 2014/25 von allen Formen des Crickets zurücktrat.